# Hoşaf
L'Hoşaf (turco, dal persiano خوشآب hoix ab che significa "acqua dolce")  è un dolce della cucina turca a base di frutta secca come uvetta o prugne, albicocche, fichi e altri frutti, bolliti in acqua con una miscela di zucchero e lasciati raffreddare. L'hoşaf può anche contenere cannella o chiodi di garofano per dargli una buona fragranza. L'hoşaf viene solitamente consumato accompagnando piatti senza succhi di frutta, come pilaf, börek e makarna (pasta), nonché cacık. Viene consumato soprattutto durante il Ramadan, come tradizione.
A differenza della composta di frutta (composta anche in turco), che a volte viene consumato calda, l'hoşaf viene sempre servito freddo.